# Salamis temora
Salamis temora är en fjärilsart som beskrevs av Felder 1867. Salamis temora ingår i släktet Salamis och familjen praktfjärilar. Inga underarter finns listade i Catalogue of Life.